# カタチのゲーム まるぼうしかく
『カタチのゲーム まるぼうしかく』（北米タイトル：Maboshi's Arcade、欧州タイトル：MaBoShi: The Three Shape Arcade）は、マインドウェアが開発し、任天堂から発売されたWiiウェア用アクションゲーム。ヨーロッパで2008年8月29日に、日本で同年10月7日に、北米で同年12月29日に発売された。
本稿では、派生作品として発売されたニンテンドーDSiウェア『燃やすパズル フレイムテイル』についても記述する。

## 概要
まる（○）、ぼう（／）、しかく（□）の各図形を用いた3種類のシンプルなゲームを収録している。最大3人までの同時プレイが可能で、画面上に並ぶ3つのゲームウィンドウのうち1つを選択しゲームを開始する。各ウィンドウのゲームは基本的に個別に同時進行するが、プレイ中に倒した敵が別のウィンドウに飛んでいくなど、互いのゲームプレイを助けたり妨害したりといった影響を与える要素もある。また、プレイ中には不思議なキャラクター「マ・ボ・シくん」のゲームウィンドウが突然現れることがあり、他のウィンドウから干渉することでマ・ボ・シくんの点数が上昇する。
ゲームをある程度進めると、ニンテンドーDS本体にゲームをWi-Fi経由でダウンロードできるようになる。ゲームのルールはWii版とほぼ同じだが、1人プレイ専用で、グラフィックやBGMのテイストも異なっている。
開発会社のマインドウェアは2000年代にピンボール台のメンテナンス事業をメインに行っていたが、会社の資金が危うくなったことからゲーム開発を再開させる企画が立ち上がり、発売元を探した結果、任天堂と組むことになった。交渉時に対応にあたった任天堂の当時の社長の岩田聡はマインドウェアが1991年に発売したX68000用ゲームソフト『スター・ウォーズ アタック・オン・ザ・デス・スター』を購入していた経緯があり、このこともあってか岩田の直下のプロジェクトとして開発が進められた。

## ゲームの種類
各ゲームとも、獲得点数が100万点に到達した時点で終了となる。

### まる
コントローラのAボタンのみを用いる。
下向きに重力が働く円形の空間で「まる」を操作する。「まる」は空間内を慣性に従い自動で転がっているが、Aボタンを押すとブレーキがかかり逆方向に回転する。
空間内には様々な障害物や数体の敵が登場する。敵は「まる」の体当たりで倒すことができ同時に得点が入る。体当たりで跳ね飛ばした敵をほかの敵に当てて倒すことも可能で、この際にはコンボ状態となり獲得点数が倍増する。
全ての敵を倒すとステージクリアとなり次のステージに進む。一方、敵は重力と関係なく空間の外枠へ向けてゆっくり移動するが、いずれかの敵が外枠に到達した時点でゲームオーバーとなる。

### ぼう
コントローラのAボタンのみを用いる。
正面見下ろし視点のフィールドで「ぼう」を操作する。「ぼう」の端には円形の「コア」がついており、Aボタンを押すとコアを中心に「ぼう」が回転し、その勢いにより前進する。
ステージ内に登場する敵は「ぼう」にあてることで倒せる。また、ステージ内では、「ぼう」ではじくとカーリングのストーンのように画面内を滑り続ける「分身アイテム」や取得すると無敵になる「無敵アイテム」も登場する。
上方向へ進んでいきゴール地点に到達するとステージクリアとなり次のステージに進む。ゴールするまでの時間が短いほど、次のステージで敵を倒した際の得点が増加する。一方、コアに敵や障害物がぶつかるとゲームオーバーとなる。

### しかく
コントローラの十字ボタンのみを用いる。
正面見下ろし視点のフィールドで「しかく」を操作する。「しかく」は上下左右に移動できる。「しかく」が1マス分移動するごとに画面が上方向に1マス分スクロールする。
「しかく」の後方には、炎がヘビのように連なっている。この炎をステージ内のブロックに引火させ燃やすことで得点が入る。引火したものはすぐには燃え尽きず、「しかく」が数マス分移動するまで場に残り続ける。また、ステージ内に時折登場する爆弾に引火すると数マス分移動後に広範囲のブロックを一度に燃やすことができる。
「しかく」がゴール地点に到達するとステージクリアとなり次のステージに進む。一方、「しかく」がブロックや炎に囲まれて動けなくなった時やブロックが画面下に到達した時、および前述の爆弾による引火で「しかく」が爆発に巻き込まれた時にゲームオーバーとなる。
なお、このモードは、本作のゲームデザインも務める渡辺訓章が「kuni」の名義で開発し「HSPプログラムコンテスト2004」で入選したゲームソフト『mosser』を基にしている。

## 燃やすパズル フレイムテイル
『燃やすパズル フレイムテイル』（北米タイトル：Flametail、欧州タイトル：Trailblaze: Puzzle Incinerator）は、ニンテンドーDSiウェア用ソフトとして発売された。『カタチのゲーム まるぼうしかく』の「しかく」モードのシステムをベースにしつつ大幅なアレンジを加えた内容となっている。日本で2010年1月27日に、北米で同年6月7日、ヨーロッパで同年9月10日にそれぞれ発売された。
本作では宇宙船「モエテール号」を操作する。ステージ内にはアルファベットが記されたパネルが各所にあり、特定の単語を完成させると以下の「パワーアップ」を入手できる。一度に入手できるパワーアップは一つのみで複数所持はできない。

### パワーアップ
レーダー（RADAR）
画面上にステージ全体のマップが表示される。
ミサイル（MISSILE）
ミサイルを前方に発射し広範囲のブロックを一度に破壊できる。
プッシュ（PUSH）
ブロックを押すことができる。
イグナイト（IGNITE）
ブロックの引火速度が速まる。
ザップオール（ZAPALL）
画面上のブロックを全て破壊する。

### ゲームモード
スペースツアー
太陽系をきれいにするという目的のもと、モエテール号が様々な惑星エリアのステージを攻略していくモード。
タイムリミット
多様なステージで、3分間でのハイスコアを目指すモード。